# Jamie Neill
Jamie Neill (* 23. April 1984) ist ein schottischer Badmintonspieler. 

## Karriere
Jamie Neill nahm 2005 an den Badminton-Weltmeisterschaften teil. 2012 startete er bei den Europameisterschaften im Herrendoppel. Bei den nationalen Titelkämpfen gewann er 2010 und 2011 die Goldmedaille im Doppel gemeinsam mit Keith Turnbull. Bei den Welsh International 2011 wurden beide Dritte.